# Carex chlorocephalula
Espèce
Classification phylogénétique
Carex chlorocephalula est une espèce des plantes du genre Carex et de la famille des Cyperaceae.